# Добри Божилов
Добри Божилов Хаджиянакиев е български финансист и политик от периода на безпартийния режим, министър-председател на България на 60-ото правителство (1943 – 1944) и финансов министър в няколко правителства. Екзекутиран на 1 февруари 1945 г. от комунистическия режим, наложен в България след преврата от 1944 г.

## Биография
Добри Божилов е роден на 13 юни (25 юни нов стил) 1884 година в Котел. През 1902 година завършва търговската гимназия в Свищов, след което става чиновник в Българската народна банка. Заема различни постове, като през 1922 – 1935 година е член на Управителния съвет, а през 1924 – 1935 година – подуправител на банката. На няколко пъти изпълнява длъжността управител, а от 1935 до 1938 официално е управител на БНБ. През този период преподава финанси в Свободния университет в София (днес УНСС).
През 1938 – 1944 година Добри Божилов е министър на финансите в третото и четвъртото правителство на Георги Кьосеиванов, в двете правителства на Богдан Филов, както и в правителството (1943 – 1944), оглавявано от самия него. Божилов е критикуван остро от регента Никола Михов в неговия дневник, че не се справя с управлението на страната, че чака вечно да му се каже какво да прави: „Г-н Божилов не може да се справи с много въпроси по вътрешното положение. Той иска всички да задоволи (за сметка на държавата, разбира се. „На всеки гарван – по бучка“). Държи устатите за пеша, понеже са му задължени, та лично не го критикуват, но работите не вървят добре. На оняденшните разговори, при които се изтъкна тревожното положение, че може да дойдем скоро до глад, макар че имаме храни, че мините са достигнали до 32 % дневно производство (а според самия г. Бо[жилов] до 28%), цвекловата реколта може да се компрометира и т.н., г. Божилов само мълчи и чака като чиновник да му заповядат нещо регентите. А това не е правилно. Не може той да се обляга за всичко на нас и да чака идеи само от нас.“
Като министър-председател Добри Божилов води нерешителна външна политика, изправен между засилващия се дипломатически и военен натиск на Обединените нации и заплахите от страна на Германия за пряка окупация на страната по подобие на Италия и Унгария. През пролетта на 1944 година Съветският съюз отправя ултимативно искане за откриване на негови консулства в Русе и Бургас, в резултат на което Божилов подава оставка и предизвиква правителствена криза.
След преврата от 9 септември Добри Божилов е сред осъдените на смърт от т.нар. Народен съд. Той е екзекутиран на 1 февруари 1945 година в София. През 1996 година присъдата е отменена с Решение № 172 на Върховния съд.

## Памет
На Добри Божилов е наречена улица в квартал „Гърдова глава“ в София (Карта).